# Британский институт стандартов
Британский институт стандартов (БИС, англ. British Standards Institution, BSI) — британская организация, занимающаяся координацией деятельности по разработке стандартов на основе соглашения между всеми заинтересованными сторонами и принятием стандартов. Действует в соответствии с Уставом, впервые принятым в 1929 и пересмотренным в 1981 году. 
Организация начала свою деятельность в 1901 г. как комитет инженеров, которые устанавливали стандарты на сталь. Эти стандарты использовались британскими промышленниками для производства более качественной и конкурентоспособной продукции. BSI — член Международной организации по стандартизации (ISO).
Институт уже более 100 лет является лидером в предоставлении бизнес решений в области Систем Менеджмента организациям по всему миру. BSI Group предлагает наиболее полный набор услуг по Сертификации Систем Менеджмента и продукции, стандартизации и всем видам обучения.
Группа BSI насчитывает в своём штате 2274 сотрудника. Каждый год публикуется более 2000 стандартов BSI.
Деятельность группы BSI:
- Услуги и решения по системам менеджмента;
- Услуги по оценке и сертификации;
- Сертификация продукции;
- Обучение системам менеджмента;
- Стандарты и публикации;
- Маркировка CE

Британский институт стандартов — крупнейший мировой провайдер стандартов, покрывающий все аспекты современной экономики от защиты интеллектуальной собственности до технических спецификаций систем индивидуальной защиты. Центр Британских стандартов базируется в Лондоне и имеет широкие связи с национальными институтами стандартизации других стран.